# Gran Premio di Las Vegas 2023
Il Gran Premio di Las Vegas 2023 è stata la ventunesima prova della stagione 2023 del campionato mondiale di Formula 1. La gara si è tenuta sabato 18 novembre sul Las Vegas Strip Circuit di Paradise, vicino a Las Vegas, in Nevada, negli Stati Uniti d'America, ed è stata vinta dall'olandese Max Verstappen su Red Bull Racing-Honda RBPT, al cinquantatreesimo successo in carriera; Verstappen ha preceduto all'arrivo il monegasco Charles Leclerc su Ferrari, e il suo compagno di squadra, il messicano Sergio Pérez.
All'intero weekend di gara hanno assistito 315 000 spettatori, nuovo record per un Gran Premio corso a Las Vegas.

## Vigilia

### Aspetti tecnici
Il circuito utilizzato per il ritorno del Gran Premio nel calendario del campionato mondiale è il Las Vegas Strip Circuit, un tracciato cittadino semipermanente situato a Paradise, città adiacente a Las Vegas, in Nevada, negli Stati Uniti d'America. Il tracciato fa uso quasi esclusivamente di strade urbane, eccezion fatta per il tratto tra le curve 17 e 4, ovvero la zona del paddock e della pit lane, che è permanente. Il circuito, scelto tra 31 modelli inizialmente selezionati, da percorrere in senso antiorario, è lungo 6 201 metri, dietro solo alla lunghezza del circuito di Spa-Francorchamps fra tutti i circuiti utilizzati dal mondiale, sede del Gran Premio del Belgio, e si snoda attraverso 17 curve, 11 a sinistra e 6 a destra, offrendo due zone per l'utilizzo del Drag Reduction System. Includendo l'Autodromo Enzo e Dino Ferrari, sede attuale del Gran Premio dell'Emilia-Romagna, il calendario della stagione comprende tredici tracciati in senso orario, nove in senso antiorario e uno con la conformazione a otto, quello di Suzuka, sede del Gran Premio del Giappone.
I tre rettilinei sono ubicati sulla Koval Lane, sulla Las Vegas Strip e sull'Harmon Avenue. Il secondo è il più lungo e misura 1,9 km; su di esso si raggiunge una velocità massima stimata di 342 km/h, e una di 237 km/h di media complessiva sul giro. Il secondo rettilineo è il secondo più lungo fra tutti i circuiti del campionato. Il tempo di percorrenza sul giro viene stimato in un minuto e trentatré secondi. La larghezza della pista varia da un minimo di 12 metri a un massimo di 15 metri. La disposizione della griglia di partenza presenta una leggera piega nella parte finale, all'altezza della curva 17, l'ultima del tracciato. Il primo intermedio è posizionato 90 metri dopo la curva 5, mentre il secondo intermedio 140 metri dopo la curva 12. Lo speed trap, ovvero il punto in cui viene rilevata la velocità massima, è posizionato 140 metri prima della curva 14. La distanza tra la linea di partenza e quella d'arrivo è di 890 metri. Il circuito dispone di ventuno pannelli luminosi e di trentasette postazioni dei commissari di percorso. Il circuito ottiene l'omologazione di primo grado da parte della Federazione, licenza necessaria per ospitare un Gran Premio di Formula 1. La velocità dentro la corsia dei box viene stabilita, come nella maggior parte dei circuiti, a 80 km/h. La distanza di gara prevista è di 50 giri, pari a 309,958 km. Originariamente il circuito prevedeva 14 curve, con un'ampia svolta a 180° attorno alla Sphere, la quale corrispondeva alla curva 6. Il disegno attuale presenta una variante. Le due zone del Drag Reduction System stabilite dalla Federazione sono collocate, rispettivamente, tra la curva 4 e la curva 5, con detection point stabilito 10 metri dopo la curva 2 e l'attivazione dei dispositivo 20 metri dopo la curva 4, e tra la curva 13 e la curva 14, con detection point fissato 710 metri dopo la curva 12 e l'attivazione del DRS 870 metri prima della curva 14. Fino a prima della terza sessione di prove libere l'attivazione del dispositivo fu stabilita 50 metri più avanti per la zona compresa tra la curva 13 e la curva 14.
Per questo Gran Premio la Pirelli, fornitore unico degli pneumatici, offre la scelta tra gomme di mescola C3, C4 e C5, la tipologia di mescole più morbide che caratterizzano l'intera gamma messa a disposizione dall'azienda fornitrice degli pneumatici per il campionato, trattandosi di un circuito cittadino. Essa viene scelta per la decima volta in stagione, e per la prima volta dal Gran Premio di Città del Messico. Prima del precedente Gran Premio di San Paolo, la Pirelli nomina la tipologia per il successivo Gran Premio di Abu Dhabi, ultimo appuntamento del campionato.
La Federazione rende noto che al termine della gara del precedente Gran Premio di San Paolo, tra le prime dieci vetture classificate è stata sorteggiata la McLaren di Lando Norris per le verifiche tecniche. Le ispezioni hanno riguardato il pedale dell'acceleratore, compresi tutti i sensori collegati, il loro percorso e i collegamenti ad altre unità, gli attacchi dell'ala posteriore e l'impatto della struttura posteriore. Tutti i componenti ispezionati sono risultati essere conformi al regolamento tecnico.
Prima dell'inizio della prima sessione di prove libere del giovedì, sulla vettura di Nico Hülkenberg viene installata l'ottava unità relativa all'impianto di scarico. Il pilota tedesco della Haas non è penalizzato sulla griglia di partenza in quanto il nuovo componente installato rientra tra quelli utilizzabili nel numero massimo stabilito dal regolamento tecnico. Prima dell'inizio della terza sessione di prove libere del venerdì, la direzione gara comunica che non viene reso disponibile un set aggiuntivo di pneumatici intermedi, alla luce delle previsioni meteo, prima delle qualifiche. La direzione gara comunica anche che, riguardo ai limiti della pista, se i piloti non percorrono correttamente l'apice curva 17, il tempo sul giro e immediatamente quello successivo sarà invalidato dai commissari sportivi. I commissari sportivi determinano che in considerazione del programma unico di questo Gran Premio, ai fini del riferimento alle giornate in cui si svolgono le sessioni, le qualifiche e la gara vengono considerate svolte su diversi giorni, come normalmente avviene nel programma previsto per gli altri Gran Premi.

### Aspetti sportivi
Il Gran Premio rappresenta il ventunesimo e penultimo appuntamento stagionale a distanza di due settimane dalla disputa del Gran Premio di San Paolo, ventesima gara del campionato. L'edizione della gara rappresenta il 1 100º Gran Premio del campionato mondiale di Formula 1, l'unico della stagione a disputarsi nella giornata di sabato. Dopo la tenuta dell'unica prova calendarizzata a disputarsi in America del Sud fra tutti gli appuntamenti del mondiale, esso rimane oltreoceano per la disputa del sesto e ultimo appuntamento stagionale in questo continente. Il Gran Premio di Las Vegas è il nono evento dopo la pausa estiva obbligatoria per squadre e piloti, nonché la decima gara della seconda parte di stagione, il secondo di tre appuntamenti complessivi calanderizzati nel mese di novembre, oltre a essere la quinta e ultima prova del mondiale in notturna. Il mondiale disputa una gara sulla tipologia di tracciato cittadino per la prima volta dalla disputa del Gran Premio di Singapore. Il contratto per l'inserimento della gara nel calendario mondiale, sempre sul Las Vegas Strip Circuit, è stato formalizzato nel mese di marzo 2022, con una valenza fino alla stagione 2025, con un'approvazione del prolungamento fino al campionato 2032 già posta in essere nel mese di febbraio. Il Gran Premio è sponsorizzato dall'azienda olandese produttrice di birra Heineken Silver. A questa edizione assistono 315 000 spettatori nel corso del weekend di gara, con una presenza di 105 000 persone al giorno, il quale rappresenta un nuovo record per un Gran Premio corso a Las Vegas.
Il Gran Premio torna a far parte del calendario del campionato mondiale di Formula 1 per la prima volta dalla stagione 1982, alla prima edizione sotto la denominazione di "Gran Premio di Las Vegas". Nella stagione di debutto, il 1981, e in quella successiva del 1982, l'evento fu corso sotto la denominazione di "Gran Premio del Caesars Palace" sul tracciato omonimo, oggi non più esistente, poiché quest'ultimo transitava nelle vicinanze del famoso albergo-casinò sede anche di celebri incontri di pugilato. Veniva infatti utilizzata come area box il parcheggio dell'albergo e per il circuito un'area non ancora urbanizzata su cui era stato tracciato il circuito con un manto di asfalto apposito. Il 31 marzo 2022 viene annunciato il ritorno del Gran Premio con la gara disputata di sabato e su un nuovo tracciato cittadino tra le via della Las Vegas Strip, venendo collocato nel mese di novembre. Esso è la seconda sede di tale Gran Premio e in totale la dodicesima sede statunitense di un Gran Premio di Formula 1, dopo Indianapolis dal 1950 al 1960 e dal 2000 al 2007, Sebring nel 1959, Riverside nel 1960, Watkins Glen dal 1961 al 1980, Long Beach dal 1976 al 1983, Caesars Palace nel 1981 e nel 1982, Detroit dal 1982 al 1988, Dallas nel 1984, Phoenix dal 1989 al 1991, Austin dal 2012 al 2019 e dal 2021, e Miami dal 2022. Il successivo 2 settembre viene pubblicato un tweet che mostra una versione aggiornata del circuito, con l'aggiunta di una variante. A maggio 2022 Formula One Group ha acquistato un'area di 39 acri (16 ha) tra Koval Lane e Harmon Avenue, nella quale è stata costruita la zona del paddock e della pit lane. A marzo 2023 il circuito viene rinominato Las Vegas Strip Circuit dopo l'iniziale nome dato degli organizzatori di Las Vegas Street Circuit. Il disegno del tracciato è stato affidato all'azienda Tilke GmBH, dell'ingegnere tedesco Hermann Tilke, con il progetto condotto dal figlio Carsten. La precedente sede del circuito del Caesars Palace ha ospitato anche quattro edizioni della corsa non valide per il mondiale dal 1981 al 1984, con le ultime due edizioni corse su una diversa configurazione. Per la stagione 1983 la gara uscì dal calendario mondiale, dopo esservi inizialmente stata inserita, in presenza di un accordo tra gli organizzatori e la NBC per la trasmissione della gara sia per tale campionato che per quello del 1984. Le prime due edizioni della corsa, corse come ultimo appuntamento del campionato rispettivamente nel mese di ottobre e settembre, assegnarono tre titoli mondiali: Nelson Piquet vinse il primo dei tre titoli piloti nel 1981, mentre Keke Rosberg si aggiudicò l'unico titolo iridato nel 1982. Nella stessa gara la Ferrari ottenne il settimo titolo costruttori.
La gara viene disputata in notturna e al sabato per la prima volta dal Gran Premio del Sudafrica 1985 corso sul circuito di Kyalami, il cinquantottesimo Gran Premio nella storia della categoria a corrersi di sabato e il settantasettesimo a disputarsi in un giorno diverso dalla domenica, per la prima volta in quarant'anni. Correndosi al sabato, è l'unico Gran Premio della stagione nel quale l'azione in pista inizia al giovedì. Per la prima volta nella storia della Formula 1 in un Gran Premio, alcune sessioni si svolgono a cavallo di due giorni. Gli Stati Uniti d'America rafforzano il proprio record di Gran Premi validi per il campionato mondiale di Formula 1 disputati in più sedi sul proprio territorio, utilizzando dodici circuiti, per un totale di 75 gare ospitate tra le dodici località, 64 Gran Premi e 11 edizioni della 500 Miglia di Indianapolis quali prove valide per il campionato mondiale. La massima categoria disputa un Gran Premio in Nevada per la prima volta dalla stagione 1982. Il Las Vegas Strip Circuit è il settantanovesimo circuito a ospitare una gara valida per il campionato mondiale e l'unico nuovo tracciato a figurare nel calendario della stagione. Esso diventa l'ottavo circuito a debuttare nell'era turbo-ibrida iniziata nella stagione 2014, dopo l'autodromo di Soči proprio nello stesso campionato con il Gran Premio di Russia, il circuito di Baku nel 2016 con il Gran Premio d'Europa, l'Autodromo internazionale del Mugello con il Gran Premio della Toscana e l'autódromo Internacional do Algarve con il Gran Premio del Portogallo nel 2020, il circuito di Lusail con il Gran Premio del Qatar, il circuito di Gedda con il Gran Premio d'Arabia Saudita nel 2021 e il Miami International Autodrome con il Gran Premio di Miami nella stagione 2022.
Dopo la tenuta del Gran Premio di Miami e del Gran Premio omonimo, gli Stati Uniti d'America ospitano ben tre gare per la prima volta dalla stagione 1982 quando ebbero luogo il Gran Premio degli Stati Uniti d'America-Ovest sul circuito di Long Beach, il Gran Premio degli Stati Uniti d'America-Est sul circuito di Detroit e quello di Las Vegas sul circuito del Caesars Palace. Sono l'unico Paese di questo campionato a ospitare tre gare sul proprio territorio, al quarto posto complessivo nella storia del mondiale di Formula 1 per maggior numero di Gran Premi disputati attraverso sei denominazioni, inclusa la 500 Miglia di Indianapolis, prova valida della categoria tra il 1950, stagione inaugurale del mondiale, e il 1960. L'unico altro Paese a ospitare tre gare sul proprio territorio nella storia della categoria fu l'Italia nella stagione 2020, condizionata dalla pandemia di COVID-19, che portò alla posticipazione e alla cancellazione di numerosi Gran Premi. Videro il loro debutto il Gran Premio dell'Emilia-Romagna a Imola e il Gran Premio della Toscana al Mugello, oltre alla disputa del tradizionale Gran Premio d'Italia a Monza. Considerando anche le gare non valide per il titolo, l'Italia ospitò tre gare di Formula 1, nello stesso anno, oltre al 2020, nel 1965, quando, oltre al Gran Premio d'Italia corso a Monza, vennero disputati il Gran Premio di Siracusa sull'omonimo tracciato e il Gran Premio del Mediterraneo, conosciuto anche come Gran Premio di Enna, tenutosi all'Autodromo di Pergusa della località omonima.
La scuderia austriaca Red Bull Racing, in caso di successo, otterrebbe il ventesimo trionfo in una singola stagione, stabilendo un nuovo record. Il team di Milton Keynes attualmente detiene quello a pari merito (19) con la Mercedes del campionato 2016. Il pilota olandese della scuderia, Max Verstappen, può conquistare il cinquantatreesimo successo in carriera, il quale lo porterebbe a eguagliare il tedesco Sebastian Vettel, al terzo posto nella classifica di tutti i tempi, dietro solo al britannico della scuderia tedesca, Lewis Hamilton (103), e l'altro teutonico Michael Schumacher (91). Il compagno di scuderia di Verstappen, il messicano Sergio Pérez, può concludere secondo in classifica piloti, a condizione che abbia un vantaggio di più di ventiesei punti su Hamilton, terzo in graduatoria. Per la prima volta nella sua storia dopo il debutto nella categoria nella stagione 2005, la Red Bull Racing può figurare i suoi piloti nelle prime due posizioni in classifica generale. Hamilton è il pilota con il maggior numero di successi negli Stati Uniti d'America, con sei vittorie nel Gran Premio omonimo, nel 2007 con la McLaren, nel 2012 e dal 2014 al 2017 con la Mercedes, davanti di una lunghezza a Verstappen e Ayrton Senna. Il pilota olandese ha vinto gli ultimi cinque Gran Premi negli Stati Uniti d'America, tutti con la Red Bull Racing, di cui tre di quelli omonimi, nel 2021, 2022 e 2023, e le prime due edizioni del Gran Premio di Miami, nel 2022 e 2023. Senna ha vinto il Gran Premio degli Stati Uniti d'America per due volte a Phoenix, nel 1990 e 1991, con la McLaren, e per tre volte a Detroit, dal 1986 al 1988, di cui le prime due volte con la Lotus e l'ultima con la McLaren. Hamilton ha vinto il primo Gran Premio degli Stati Uniti d'America sul circuito di Indianapolis e i successivi cinque sul circuito delle Americhe. Il britannico, insieme a Verstappen, può eguagliare Alan Jones quale pilota vincitore su tre diversi circuiti statunitensi. Jones ha vinto il Gran Premio degli Stati Uniti d'America-Est 1980 a Watkins Glen, il Gran Premio di Las Vegas 1981 sul circuito del Caesars Palace e il Gran Premio degli Stati Uniti d'America-Ovest 1981 sul circuito di Long Beach.
Prima dell'inizio del campionato, la Red Bull Racing annuncia la partecipazione alle tre gare del mondiale che si tengono negli Stati Uniti d'America con tre particolari livree celebrative, diverse per ogni Gran Premio. Nell'appuntamento in Nevada il costruttore di Milton Keynes corre con una livrea con richiami a Las Vegas e al colore viola. La vettura presenta dei copricerchi con un design ispirato alle fiche del poker. La livrea speciale utilizzata è la nona della storia della Red Bull Racing in 19 anni di presenza in Formula 1 dopo il debutto nella categoria nella stagione 2005. Insieme alla Red Bull Racing, anche la Ferrari, l'Alfa Romeo, l'AlphaTauri, la McLaren, l'Alpine e la Williams gareggiano con una speciale livrea. In quella del costruttore italiano essa presenta tutti i loghi dei suoi sponsor in bianco, compresi gli alettoni, su classico sfondo rosso della monoposto, insieme alle tute dei piloti. In quella della squadra svizzera vi è una colorazione nera con un modello di carte da gioco. La livrea del costruttore di Faenza, che sarà utilizzata anche nel successivo Gran Premio di Abu Dhabi, ultimo appuntamento del campionato, si ispira alle forme e alle linee usate dall'artista Brendan Monroe. La McLaren corre con una speciale livrea che ricalca il design stealth mode, aumentando il nero rispetto al classico rivestimento papaya, come già accaduto nel Gran Premio di Singapore e nel Gran Premio del Giappone. L'Alpine utilizza una rivisitazione della classica livrea blu e rosa, ma con l’aggiunta della scritta Palace lungo le fiancate dopo la collaborazione con quest'ultimo. In quella del costruttore britannico la livrea si ispira alla rinomata natura di Las Vegas, con un'insegna e le luci cabochon che hanno dato vita al deserto nel corso della storia della città. La Williams, inoltre, annuncia la statunitense Lia Block quale nuovo membro della propria Academy.
L'ex pilota di Formula 1, il britannico Derek Warwick, è nominato commissario aggiunto per la gara. Ha svolto già in passato tale funzione, l'ultima nel Gran Premio degli Stati Uniti d'America. È la casa automobilistica tedesca Mercedes, come nella gara precedente, a fornire la safety car e la medical car.

## Prove

### Resoconto
La prima sessione di prove libere viene interrotta dopo soli otto minuti, a causa di un incidente che coinvolge la vettura di Carlos Sainz Jr., che colpisce un tombino sollevatosi lungo il rettilineo della Strip. Poco prima, nello stesso punto, l'Alpine di Esteban Ocon aveva subito la rottura del telaio, probabilmente per il sollevamento dello stesso tombino. La sessione è stata perciò interrotta, per consentire ai commissari un'ispezione approfondita della pista, alla ricerca di altre situazioni che possano mettere in pericolo la sicurezza dei piloti. Il miglior tempo ottenuto, tra quelli che hanno concluso un giro cronometrato, è stato fatto segnare da Charles Leclerc.
Dopo quanto verificatosi nel corso della prima sessione, sulla vettura di Sainz Jr. è necessaria la sostituzione della cellula di sopravvivenza, del motore a combustione interna, del sistema di recupero dell'energia e dell'unità di controllo elettronico, mentre sulla vettura di Ocon la cellula di sopravvivenza. I componenti della vettura di Sainz Jr. devono essere sostituiti, ma sono limitati secondo il regolamento sportivo. Il pilota spagnolo della Ferrari viene convocato dai commissari sportivi. Dopo la richiesta a quest'ultimi da parte del costruttore italiano al fine di consentire la sostituzione dei componenti senza ricevere una penalità, i commissari stabiliscono che nonostante il danno sia stato causato da circostanze esterne del tutto insolite, l'articolo 2.1 del regolamento sportivo obbliga tutte le parti interessate ad applicare le procedure previste. Di conseguenza, la sanzione obbligatoria descritta nell'articolo 28.3 deve essere applicata. Le attuali normative non prevedono la concessione di una deroga per casi simili.
A causa dei problemi riscontrati nel corso della prima sessione e dopo la richiesta apportata dal direttore di gara, il tedesco Niels Wittich, nell'interesse della sicurezza, la durata della seconda sessione viene estesa di 30 minuti, con un inizio posticipato di due ore rispetto al programma originale. Il programma della terza sessione di prove libere del venerdì non subisce variazioni. I pneumatici da restituire al fornitore dopo la prima sessione, vanno sostituiti entro le due ore dopo il termine della seconda sessione. La riunione dei piloti della giornata del venerdì viene posticipata dalle 2:30 ora locali alle 18:30.
Prima dell'inizio della seconda sessione di prove libere del giovedì, sulla vettura di Sainz Jr. viene installata la terza unità relativa al sistema di recupero dell'energia. Il pilota spagnolo viene penalizzato di dieci posizioni sulla griglia di partenza in quanto il nuovo componente installato supera quelli utilizzabili nel numero massimo stabilito dal regolamento tecnico.
La seconda sessione inizia con un ulteriore posticipazione di 30 minuti per le verifiche tecniche al tracciato dopo i problemi della prima sessione. Le due Ferrari sono le monoposto più veloci. Leclerc precede Sainz Jr. di mezzo secondo, mentre Fernando Alonso ha chiuso terzo, a pochi millesimi dal suo connazionale. La Red Bull Racing si è dimostrata meno competitiva del solito, col quarto tempo per Pérez e il sesto per Verstappen. Logan Sargeant è stato autore di una strisciata contro le barriere, mentre George Russell ha compiuto alcuni testacoda.
Durante le prime due sessioni di prove libere del giovedì, Ocon e Kevin Magnussen utilizzano l'assemblaggio di una trasmissione al di fuori dell'allocazione prevista secondo il regolamento tecnico. Entrambi i piloti non sono penalizzati sulla griglia di partenza in quanto tale operazione rientra tra quelle effettuabili nel numero massimo consentito dal regolamento tecnico.
Dopo la richiesta apportata dal direttore di gara, nell'interesse della sicurezza, l'orario del coprifuoco della giornata del venerdì viene modificato dalle 6:30 ora locali alle 7:00. Nella notte tra il venerdì e il sabato, la Red Bull Racing e la Mercedes utilizzano uno dei due coprifuochi concessi durante la stagione per effettuare le operazioni sulle proprie vetture. Entrambe le scuderie non ricevono sanzioni.
Prima dell'inizio della prima sessione di prove libere del venerdì, sulla vettura di Esteban Ocon e Pierre Gasly viene installata l'ottava unità relativa all'impianto di scarico. Entrambi i piloti dell'Alpine non sono penalizzati sulla griglia di partenza in quanto il nuovo componente installato rientra tra quelli utilizzabili nel numero massimo stabilito dal regolamento tecnico.
George Russell precede Oscar Piastri e Logan Sargeant nell'ultima sessione di prove libere. Dopo aver cercato le migliori soluzioni per la gara, i piloti si sono maggiormente concentrati nella ricerca del tempo sul giro, nella parte finale delle prove. Alexander Albon ha colpito le barriere provocando l'interruzione della sessione con bandiera rossa; ciò non ha consentito alle Ferrari di attaccare il tempo, e per questa ragione le due vetture di Maranello sono classificate nella parte bassa della graduatoria. Le Red Bull Racing hanno chiuso col quarto e quinto tempo, con Verstappen che non è riuscito a trovare pista libera, per cercare la prestazione.
Al termine della sessione, Lance Stroll viene convocato dai commissari sportivi per aver superato Carlos Sainz Jr. sotto il regime di bandiere gialle. Il pilota canadese dell'Aston Martin è penalizzato di cinque posizioni sulla griglia di partenza e di due punti sulla superlicenza.

### Risultati
Nella prima sessione del giovedì si è avuta questa situazione:
| Pos | Nº | Pilota          | Costruttore  | Tempo    | Gap    | Giri |
| --- | -- | --------------- | ------------ | -------- | ------ | ---- |
| 1   | 16 | Charles Leclerc | Ferrari      | 1'40"909 |        | 4    |
| 2   | 27 | Nico Hülkenberg | Haas-Ferrari | 1'43"446 | +2"537 | 4    |
| 3   | 20 | Kevin Magnussen | Haas-Ferrari | 1'44"261 | +3"352 | 4    |

Nella seconda sessione del giovedì si è avuta questa situazione:
| Pos | Nº | Pilota           | Costruttore                  | Tempo    | Gap    | Giri |
| --- | -- | ---------------- | ---------------------------- | -------- | ------ | ---- |
| 1   | 16 | Charles Leclerc  | Ferrari                      | 1'35"265 |        | 39   |
| 2   | 55 | Carlos Sainz Jr. | Ferrari                      | 1'35"782 | +0"517 | 39   |
| 3   | 14 | Fernando Alonso  | Aston Martin Aramco-Mercedes | 1'35"793 | +0"528 | 38   |

Nella sessione del venerdì si è avuta questa situazione:
| Pos | Nº | Pilota         | Costruttore       | Tempo    | Gap    | Giri |
| --- | -- | -------------- | ----------------- | -------- | ------ | ---- |
| 1   | 63 | George Russell | Mercedes          | 1'34"093 |        | 23   |
| 2   | 81 | Oscar Piastri  | McLaren-Mercedes  | 1'34"491 | +0"398 | 20   |
| 3   | 2  | Logan Sargeant | Williams-Mercedes | 1'34"645 | +0"552 | 17   |

## Qualifiche

### Resoconto
Magnussen segna il primo tempo valido, poi battuto da Pérez, a sua volta preceduto da Leclerc (1'34"898). Le condizioni della pista si presentano meno critiche del previsto, con una temperatura di 17 °C dell'asfalto. Molti piloti decidono di compiere diversi giri in sequenza. Verstappen sale al secondo posto, staccato di 0"089 da Leclerc, mentre Magnussen, dopo il miglior parziale nel primo settore, sale in quarta posizione. La pista sembra poter migliorare costantemente. Carlos Sainz Jr. porta il tempo a 1'34"787, ma viene subito battuto dall'altro ferrarista Leclerc (1'34"072). Piastri coglie la sesta prestazione, mentre Lando Norris viene penalizzato da una Red Bull Racing più lenta in traiettoria, mentre stava cercando la prestazione. Fernando Alonso si posiziona in quarta piazza, preceduto poi da Alexander Albon. Fa anche meglio Norris, che risale secondo, rapidamente battuto da Pérez e Hamilton. Russell vede un suo tempo annullato, per il non rispetto dei limiti della pista, ma poi è capace di strappare il quinto tempo. Migliora anche Max Verstappen, che però batte il tempo di Leclerc. Il miglioramento di Albon lo porta in settima posizione, mentre l'altra Williams, di Sargeant, è terza. La sfida per il primo posto s'accende ancora fra le due Ferrari: prima Sainz Jr. chiude in 1'33"851, poi Leclerc abbassa il limite a 1'33"617. Nico Hülkenberg ottiene la quarta prestazione provvisoria, preceduto, in seguito, da Gasly e Valtteri Bottas. Russell viene ancora una volta privato di un tempo, per il mancato rispetto del tracciato; Piastri resta in zona pericolosa, per l'eliminazione, mentre Hamilton si piazza davanti alle Haas. Anche Russell rimonta, ed è terzo. Nella parte finale della Q1 c'è un'incomprensione tra Ocon e Verstappen, che sfiorano la collisione. Sono eliminati Norris, Ocon, Zhou, Piastri e Tsunoda.
Anche nella seconda parte è Kevin Magnussen a inaugurare la lista dei tempi, visto che le due Aston Martin preferiscono utilizzare due giri di lancio. Come in Q1 le due Ferrari s'installano nelle prime due posizioni, con Leclerc in testa (1'33"966). Pérez è capace di battere il tempo del monegasco per un solo millesimo, prima che Alonso si porti a condurre, in 1'33"880. Lance Stroll sale sesto, davanti a Pierre Gasly; poco dopo è Sargeant a scalare in sesta posizione. Gasly risale quinto, preceduto subito da Albon. Hamilton è primo, con 1'33"837, precedendo George Russell (1'33"870); fa meglio Verstappen, con 1'33"607. Charles Leclerc è il primo pilota a chiudere in meno di un minuto e 33, seguito da Sainz Jr., che si ferma a cinque decimi dal compagno di team. Le Haas sono quarte con Magnussen e none con Hülkenberg. Anche Bottas entra nei primi dieci, prima di esserne escluso da Stroll. Coglie ancora il terzo tempo Russell, Sargeant il sesto e Alonso il quinto. L'Alfa Romeo di Bottas rientra in ottava posizione, mentre Albon è quinto, prima che Gasly ottenga la quarta prestazione. Alla fine è ancora Leclerc ad abbassare il tempo, in 1'32"775. Non accedono alla fase finale Hamilton, Pérez, Hülkenberg, Stroll e Daniel Ricciardo.
In Q3 il tempo di Magnussen viene subito battuto da Gasly; va al comando Alonso prima che Sainz Jr. fermi i cronometri sull'1'33"043; in seguito è di nuovo Leclerc (1'33"021) a dimostrare di essere il più rapido. Verstappen non è in grado di fare meglio delle vetture italiane, ed è terzo. Russell, che sfrutta un momento in cui i suoi avversari sono ai box, per trovare pista libera, non fa meglio del quinto posto. Nel secondo tentativo veloce Leclerc non si migliora nel primo settore ma, al termine del giro, porta il suo tempo a 1'32"726. Verstappen commette un errore, e decide di non concludere la sua prestazione. L'unico che sembra poter impensierire Leclerc, è ancora Sainz Jr., comunque penalizzato, che si ferma a 0"044 di distacco. Sargeant segna il quarto tempo, Bottas il quinto, battuti entrambi da Russell. Anche Albon è quinto, ma le due Williams sono precedute da Gasly.
Charles Leclerc conquista la ventitreesima pole position in carriera, la quinta in stagione e la prima da quella ottenuta nel Gran Premio di Città del Messico. Il pilota monegasco è a una lunghezza dal numero delle partenze al palo nella storia della categoria di Niki Lauda e Nelson Piquet. Per la Ferrari è la duecentoquarantanovesima partenza in prima posizione della storia, la settima del campionato, la prima da quella ottenuta proprio con Leclerc in Messico. Per la scuderia di Maranello è la prima pole position nel Gran Premio di Las Vegas. Sainz Jr., qualificato secondo, parte dodicesimo per via dell'arretramento in griglia a causa della penalità per la sostituzione di componenti della power unit. Verstappen è qualificato terzo ma parte secondo per via della penalità dello spagnolo, al cinquantasettesima prima fila in carriera e la quindicesima della stagione. La promozione di Russell al terzo posto dopo la penalità di Sainz Jr. testimonia la sua sesta partenza in stagione nei primi tre posti, mentre il compagno di scuderia Hamilton è eliminato in Q2 per la terza volta in stagione. Hamilton e Russell sono ora 11 a 10 nel duello testa a testa in qualifica, l'unico ancora irrisolto tra compagni di squadra in campionato. Gasly parte quarto, alla miglior posizione in griglia della stagione, e dell'Alpine dal terzo posto di Ocon nel Gran Premio di Monaco. Ocon è eliminato in Q1 per la quarta volta nelle ultime nove gare. La quinta posizione per Albon rappresenta la seconda partenza nei primi cinque in stagione dopo il quarto posto nel Gran Premio d'Olanda. La sesta posizione di partenza è il miglior risultato in carriera per Sargeant in qualifica. È anche la posizione più alta in griglia per un pilota statunitense in un Gran Premio corso nel proprio Paese dal sesto posto di Eddie Cheever nel Gran Premio degli Stati Uniti d'America 1987 con la Arrows. Con Albon partente in quinta posizione, entrambi i piloti della Williams figurano nei primi sei per la prima volta dal Gran Premio di Russia 2016. Settimo in griglia, Bottas eguaglia il miglior risultato in qualifica in stagione del Gran Premio d'Ungheria. Magnussen ottiene la qualificazione al Q3 per la terza volta in campionato. Tutte le apparizioni nell'ultima fase sono arrivate su circuiti cittadini, dopo quanto avvenuto nel Gran Premio di Miami e nel Gran Premio di Singapore. Pérez manca l'accesso all'ultima fase per la nona volta in stagione, mentre l'ultima volta che entrambe le McLaren furono eliminate in Q1 fu in un altro Gran Premio corso negli Stati Uniti d'America, in quello di Miami. Dopo essere partito terzo nel precedente Gran Premio di San Paolo, Stroll parte diciannovesimo dopo una penalità di cinque posizioni comminata per aver superato sotto il regime di bandiere gialle nell'ultima sessione di prove libere. Leclerc è il terzo pilota differente in pole position in altrettanti Gran Premi corsi a Las Vegas, dopo Alain Prost e Carlos Reutemann, così come la Ferrari il terzo costruttore diverso a partire davanti a tutti dopo la Williams e l'ex scuderia denominata Renault. Il monegasco, alla trentunesima prima fila in carriera, la settima in stagione, eguaglia Niki Lauda quale pilota con il maggior numero di partenza al palo con la Ferrari. Leclerc ottiene la pole position sul quindicesimo circuito differente e nel sedicesimo diverso Gran Premio. Il monegasco ha ottenuto tre pole position e un secondo posto nelle ultime quattro gare, senza riuscire a trasformare le sue ultime undici partenze dalla prima piazza in vittoria. La Ferrari parte davanti a tutti nel trentaseiesimo Gran Premio differente e sul cinquantatreesimo tracciato diverso. Senza la penalità di Sainz Jr. per la Ferrari sarebbe stata la prima doppietta in qualifica dal Gran Premio di Città del Messico, l'ottantaquattresima nella storia del mondiale. Il costruttore italiano avrebbe stabilito un nuovo record per il maggior numero di doppiette in qualifica, staccando di una lunghezza la Mercedes. Per la terza volta in altrettanti Gran Premi corsi a Las Vegas, la prima fila è occupata dallo stesso costruttore in qualifica. Otto scuderie diverse occupano le prime dieci posizioni.
Al termine delle qualifiche, Lance Stroll viene convocato dai commissari sportivi per non aver rallentato durante l'esposizione delle bandiere gialle alla curva 5, in Q1. Il pilota canadese dell'Aston Martin non riceve sanzioni.
Sono stati cancellati sette tempi dai commissari sportivi ai piloti per non aver rispettato i limiti della pista, durante le qualifiche. Si sono visti cancellare il tempo due volte George Russell, una volta Yuki Tsunoda, Lando Norris, Lewis Hamilton, Valtteri Bottas e Nico Hülkenberg (tutti alla curva 8). Hamilton, Russell, Alexander Albon, Zhou Guanyu, Pierre Gasly e Bottas non ricevono sanzioni da parte dei commissari sportivi, per non aver rispettato le istruzioni stabilite dalla direzione gara. Tutti i piloti hanno superato il tempo limite di un minuto e 58 secondi valevole tra la seconda linea della safety car e la prima di essa, durante la Q1. Hamilton ha superato il tempo limite nel corso del quinto giro, Russell nel corso del sesto, Albon nel corso del settimo, Zhou, Gasly e Bottas nel corso del nono.

### Risultati
Nella sessione di qualifica si è avuta questa situazione:
| Pos                         | Nº | Pilota           | Costruttore                  | Q1       | Q2       | Q3       | Griglia |
| --------------------------- | -- | ---------------- | ---------------------------- | -------- | -------- | -------- | ------- |
| 1                           | 16 | Charles Leclerc  | Ferrari                      | 1'33"617 | 1'32"775 | 1'32"726 | 1       |
| 2                           | 55 | Carlos Sainz Jr. | Ferrari                      | 1'33"851 | 1'33"338 | 1'32"770 | 12      |
| 3                           | 1  | Max Verstappen   | Red Bull Racing-Honda RBPT   | 1'34"190 | 1'33"572 | 1'33"104 | 2       |
| 4                           | 63 | George Russell   | Mercedes                     | 1'34"137 | 1'33"351 | 1'33"112 | 3       |
| 5                           | 10 | Pierre Gasly     | Alpine-Renault               | 1'34"272 | 1'33"494 | 1'33"239 | 4       |
| 6                           | 23 | Alexander Albon  | Williams-Mercedes            | 1'34"634 | 1'33"588 | 1'33"323 | 5       |
| 7                           | 2  | Logan Sargeant   | Williams-Mercedes            | 1'34"525 | 1'33"733 | 1'33"513 | 6       |
| 8                           | 77 | Valtteri Bottas  | Alfa Romeo-Ferrari           | 1'34"305 | 1'33"809 | 1'33"525 | 7       |
| 9                           | 20 | Kevin Magnussen  | Haas-Ferrari                 | 1'34"337 | 1'33"664 | 1'33"537 | 8       |
| 10                          | 14 | Fernando Alonso  | Aston Martin Aramco-Mercedes | 1'34"422 | 1'33"617 | 1'33"555 | 9       |
| 11                          | 44 | Lewis Hamilton   | Mercedes                     | 1'34"307 | 1'33"837 | N.D.     | 10      |
| 12                          | 11 | Sergio Pérez     | Red Bull Racing-Honda RBPT   | 1'34"574 | 1'33"855 | N.D.     | 11      |
| 13                          | 27 | Nico Hülkenberg  | Haas-Ferrari                 | 1'34"265 | 1'33"979 | N.D.     | 13      |
| 14                          | 18 | Lance Stroll     | Aston Martin Aramco-Mercedes | 1'34"504 | 1'34"199 | N.D.     | 19      |
| 15                          | 3  | Daniel Ricciardo | AlphaTauri-Honda RBPT        | 1'34"683 | 1'34"308 | N.D.     | 14      |
| 16                          | 4  | Lando Norris     | McLaren-Mercedes             | 1'34"703 | N.D.     | N.D.     | 15      |
| 17                          | 31 | Esteban Ocon     | Alpine-Renault               | 1'34"834 | N.D.     | N.D.     | 16      |
| 18                          | 24 | Zhou Guanyu      | Alfa Romeo-Ferrari           | 1'34"849 | N.D.     | N.D.     | 17      |
| 19                          | 81 | Oscar Piastri    | McLaren-Mercedes             | 1'34"850 | N.D.     | N.D.     | 18      |
| 20                          | 22 | Yuki Tsunoda     | AlphaTauri-Honda RBPT        | 1'36"447 | N.D.     | N.D.     | 20      |
| Tempo limite 107%: 1'40"170 |    |                  |                              |          |          |          |         |

In grassetto sono indicate le migliori prestazioni in Q1, Q2 e Q3.

## Gara

### Resoconto
Max Verstappen chiude, alla prima curva, Leclerc, forzandolo fuori dal tracciato, e si porta al comando; nelle retrovie diverse vetture vanno a contatto, tanto che Pérez e Alonso sono costretti subito a fermarsi ai box, per delle riparazioni. Viene imposto il regime di virtual safety car fino al secondo giro. In seguito la direzione di gara penalizzerà Verstappen di cinque secondi, per la manovra sul pilota della Ferrari. Nel corso del terzo giro Lando Norris perde il controllo della sua monoposto che colpisce il muretto di protezione e termina nella via di fuga. La direzione di gara invia in pista la vettura di sicurezza. La gara riprende al settimo passaggio con Verstappen che conduce, davanti a Leclerc, Russell, Pierre Gasly, le due Williams e Kevin Magnussen.
Magnussen viene passato da Ocon prima, poi sia da Piastri che da Hamilton. La lotta tra Gasly e Russell si conclude col francese che passa il pilota della Mercedes, che effettua il cambio gomme. Nelle retrovie, Sainz Jr., che era rimasto coinvolto nei contatti iniziali, duella col connazionale Alonso per la diciassettesima piazza avendo la meglio all'undicesimo giro; l'iberico, in due tornate, riesce a issarsi in quattordicesima posizione. Verstappen mantiene un margine di sicurezza su Leclerc fino al sedicesimo giro, quando il monegasco riesce a sorpassare il pilota della Red Bull Racing in crisi con le gomme, salendo così al comando. Il campione del mondo passa ai box, per la prima sosta. Più dietro vi è un contatto tra Piastri e Hamilton, nel tentativo del britannico di superare il pilota della McLaren: i due piloti subiscono una foratura e sono costretti ai box; la sosta prematura penalizza Hamilton che montava gomme hard fin dalla partenza. Dopo venti giri Leclerc comanda su Sergio Pérez che, sfruttando le soste degli altri piloti e con diversi sorpassi, è risalito dal diciottesimo posto. Il monegasco si ferma un giro dopo, mentre Fernando Alonso cede a Russell la quinta posizione e, poco dopo, viene superato anche da Verstappen. Russell e Verstappen superano anche Sainz Jr., al venticinquesimo giro.
La lotta tra i succitati porta a un contatto, che lascia diversi detriti delle vetture sulla pista. La direzione di gara opta per un nuovo utilizzo della safety car. Approfittano della situazione, per effettuare la sosta, le due Red Bull Racing, Sainz Jr. e Alonso. Alla ripartenza della gara essa è guidata da Leclerc, davanti a Pérez, Gasly, Piastri, Verstappen ed Esteban Ocon. Piastri prende subito la terza piazza a Gasly. Il francese dell'Alpine cede, in seguito, anche a Verstappen. Pérez, sfruttando le gomme più fresche, ritorna al comando, al trentaduesimo giro, passando Leclerc. Il ferrarista, sfruttando la scia della Red Bull Racing, ritorna in vetta, quattro giri dopo. Anche Verstappen passa il suo compagno di scuderia e, un giro dopo, prende la vetta, ai danni ancora di Leclerc, che però riesce a restare vicino all'olandese.
Al quarantaduesimo giro Lance Stroll prende la sesta posizione a Gasly. Il giro dopo un errore di Leclerc favorisce ancora Pérez, che passa secondo. Nello stesso giro Oscar Piastri, quarto, è costretto a un nuovo pit stop per montare gomme medie, avendo usato, fino a quel momento, solo la mescola hard. Gasly subisce un improvviso calo della prestazione delle gomme, e deve cedere ben quattro posizioni, passando dal sesto al decimo posto. A tre giri dalla conclusione Lewis Hamilton prende ad Alonso l'ottavo posto. All'ultimo giro Leclerc prende la scia a Pérez e, con una profonda staccata, si riprende la seconda posizione.
Max Verstappen vince il cinquantatreesimo Gran Premio in carriera, il sesto appuntamento consecutivo e il diciottesimo della stagione, dopo aver scontato una penalità di cinque secondi. Il tre volte campione del mondo eguaglia il numero delle vittorie di Sebastian Vettel, al terzo posto nella classifica di tutti i tempi. Per la Red Bull Racing è la ventesima vittoria in campionato, la sesta consecutiva e la centododicesima della propria storia. Per Verstappen e la scuderia di Milton Keynes è il primo successo nel Gran Premio di Las Vegas. Leclerc, secondo, ottiene il ventinovesimo podio in carriera, il quinto della stagione. Il monegasco non vince la corsa per la dodicesima volta dopo essere partito dalla pole position, a una lunghezza dal record di René Arnoux dal 1979 al 1982. Per il Principato di Monaco è il trentesimo podio nella storia del mondiale. Pérez è terzo, al nono podio stagionale e il trentacinquesimo in carriera, eguagliando Juan Manuel Fangio e Emerson Fittipaldi al ventiseiesimo posto di tutti i tempi. Il messicano chiude la classifica piloti al secondo posto, al miglior risultato in carriera. Per Pérez è il primo podio in stagione dall'ultima doppietta della Red Bull Racing nel Gran Premio d'Italia. Il messicano perde una posizione nel giro finale per il secondo Gran Premio consecutivo. Ocon ottiene la quarta posizione dopo essere partito sedicesimo. Il francese ha concluso più in alto solo una volta in stagione grazie al terzo posto nel Gran Premio di Monaco. Stroll termina quinto dopo la partenza in diciannovesima posizione. Il canadese conclude al quinto posto per la seconda gara di fila. Con il sesto posto, Sainz Jr. scavalca Norris e Alonso in classifica generale, portandosi al quarto posto. Hamilton arriva settimo e chiude terzo nel mondiale piloti, per la prima volta in carriera. Al britannico rimane solo un Gran Premio per evitare una seconda stagione consecutiva senza vittorie. Russell, quarto all'arrivo, scala in ottava posizione per la penalità di cinque secondi per la collisione con Verstappen. Russell conclude ottavo nel campionato piloti, la posizione più bassa per un pilota Mercedes dal 2012, quando Nico Rosberg fu nono e Michael Schumacher tredicesimo. Alonso, che chiude nono, è ancora l'unico pilota in attività dall'ultima volta che la categoria corse a Las Vegas, nel 1982. Piastri chiude decimo, ottenendo il secondo giro più veloce in carriera e il punto addizionale. I due punti ottenuti dall'australiano sono gli unici della McLaren, il minor numero dal Gran Premio del Canada, dove il costruttore britannico non ne ottenne con entrambe le vetture. Per Norris è il primo ritiro dal Gran Premio di San Paolo 2022. Fino a prima di questa gara, il britannico aveva concluso ogni Gran Premio per la seconda striscia più lunga dietro a Verstappen. Il tre volte campione del mondo, al novantasettesimo podio in carriera, rafforza il proprio record personale quale pilota con il maggior numero di successi in una singola stagione, con diciotto. L'olandese, che vince per l'undicesima volta quando Leclerc parte dalla pole position, estende a quaranta gare, la seconda striscia più lunga di tutti i tempi, nel quale ottiene punti consecutivamente, con la serie iniziata nel Gran Premio dell'Emilia-Romagna 2022. L'olandese, che è stato solamente battuto una volta negli ultimi diciassette Gran Premi, in quello di Singapore, aggiorna il proprio record del maggior numero di podi conquistati in un singolo campionato, con venti. Verstappen vince per la sesta volta consecutiva negli Stati Uniti d'America e diventa il primo pilota a vincere per tre volte nello stesso Paese in un singolo campionato. Il leader della classifica piloti eguaglia Alan Jones quale pilota vincitore su tre diversi circuiti statunitensi. Verstappen vince nel ventinovesimo Gran Premio differente e nel venticinquesimo circuito diverso. L'olandese è il terzo vincitore diverso in altrettante edizioni della gara corse a Las Vegas, dopo Alan Jones e Michele Alboreto. La Red Bull Racing, con il ventesimo trionfo in stagione, stabilisce il nuovo record quale costruttore con il maggior numero di vittorie in una stagione. Il costruttore austriaco ottiene trentasei vittorie dall'inizio del campionato precedente e per la prima volta nella propria storia figura i suoi due piloti nelle prime due posizioni in classifica generale. La Red Bull Racing si unisce alla Mercedes, per sei volte, alla Ferrari, con cinque, alla Williams, con quattro, alla McLaren, con tre, all'Alfa Romeo, alla Maserati, alla Cooper, alla Brabham e alla Lotus, per una volta a testa, quale costruttore a realizzare una doppietta in classifica piloti. Il team di Milton Keynes trionfa nel trentacinquesimo Gran Premio diverso e nel trentaduesimo tracciato differente ed è il terzo costruttore diverso in altrettante corse a vincere a Las Vegas, dopo la Williams e la Tyrrell. Si è trattato di un Gran Premio corso a Las Vegas con il tempo di durata minore. Tutti i piloti arrivati al traguardo hanno concluso la corsa a pieni giri, per la prima volta dal Gran Premio di Città del Messico. Il Gran Premio ha registrato il record stagionale di sorpassi su gara totalmente asciutta, con 99. Il pilota che ha messo a segno più sorpassi è stato Hamilton, autore di 15 manovre, mentre il più sorpassato Zhou, per 13 volte. Tenendo conto solo delle gare completamente asciutte, la corsa si piazza sul podio dietro al Gran Premio di Cina 2016 con 161 sorpassi e al Gran Premio di Turchia 2011 con 129. Verstappen e la Red Bull Racing trionfano nel 1 100º Gran Premio nella storia del mondiale.
Sono stati cancellati sedici tempi dai commissari sportivi ai piloti per non aver rispettato i limiti della pista, durante la gara. Si sono visti cancellare il tempo due volte Valtteri Bottas (una volta alla curva 8 e una volta alla curva 1), Esteban Ocon (entrambe le volte alla curva 17), Kevin Magnussen (una volta alla curva 7 e una volta alla curva 8), Lewis Hamilton (una volta alla curva 7 e una volta alla curva 8) e Pierre Gasly (entrambe le volte alla curva 17), una volta Sergio Pérez (alla curva 8), Lance Stroll (alla curva 8), Logan Sargeant (alla curva 8), Alexander Albon (alla curva 4), Charles Leclerc (alla curva 12) e Fernando Alonso (alla curva 8).

### Risultati
I risultati del Gran Premio sono i seguenti:
| Pos | Nº | Pilota           | Costruttore                  | Giri | Tempo/Ritiro | Griglia | Punti |
| --- | -- | ---------------- | ---------------------------- | ---- | ------------ | ------- | ----- |
| 1   | 1  | Max Verstappen   | Red Bull Racing-Honda RBPT   | 50   | 1h29'08"289  | 2       | 25    |
| 2   | 16 | Charles Leclerc  | Ferrari                      | 50   | +2"070       | 1       | 18    |
| 3   | 11 | Sergio Pérez     | Red Bull Racing-Honda RBPT   | 50   | +2"241       | 11      | 15    |
| 4   | 31 | Esteban Ocon     | Alpine-Renault               | 50   | +18"665      | 16      | 12    |
| 5   | 18 | Lance Stroll     | Aston Martin Aramco-Mercedes | 50   | +20"067      | 19      | 10    |
| 6   | 55 | Carlos Sainz Jr. | Ferrari                      | 50   | +20"834      | 12      | 8     |
| 7   | 44 | Lewis Hamilton   | Mercedes                     | 50   | +21"755      | 10      | 6     |
| 8   | 63 | George Russell   | Mercedes                     | 50   | +23"091      | 3       | 4     |
| 9   | 14 | Fernando Alonso  | Aston Martin Aramco-Mercedes | 50   | +25"964      | 9       | 2     |
| 10  | 81 | Oscar Piastri    | McLaren-Mercedes             | 50   | +29"496      | 18      | 2     |
| 11  | 10 | Pierre Gasly     | Alpine-Renault               | 50   | +34"270      | 4       |       |
| 12  | 23 | Alexander Albon  | Williams-Mercedes            | 50   | +43"398      | 5       |       |
| 13  | 20 | Kevin Magnussen  | Haas-Ferrari                 | 50   | +44"825      | 8       |       |
| 14  | 3  | Daniel Ricciardo | AlphaTauri-Honda RBPT        | 50   | +48"525      | 14      |       |
| 15  | 24 | Zhou Guanyu      | Alfa Romeo-Ferrari           | 50   | +50"162      | 17      |       |
| 16  | 2  | Logan Sargeant   | Williams-Mercedes            | 50   | +50"882      | 6       |       |
| 17  | 77 | Valtteri Bottas  | Alfa Romeo-Ferrari           | 50   | +1'25"350    | 7       |       |
| 18  | 22 | Yuki Tsunoda     | AlphaTauri-Honda RBPT        | 46   | Cambio       | 20      |       |
| 19  | 27 | Nico Hülkenberg  | Haas-Ferrari                 | 45   | Motore       | 13      |       |
| Rit | 4  | Lando Norris     | McLaren-Mercedes             | 2    | Incidente    | 15      |       |

Oscar Piastri riceve un punto addizionale per aver segnato il giro più veloce della gara.

## Classifiche mondiali

### Piloti
| Pos | Pilota           | Punti |
| --- | ---------------- | ----- |
| 1   | Max Verstappen   | 549   |
| 2   | Sergio Pérez     | 273   |
| 3   | Lewis Hamilton   | 232   |
| 4   | Carlos Sainz Jr. | 200   |
| 5   | Fernando Alonso  | 200   |
| 6   | Lando Norris     | 195   |
| 7   | Charles Leclerc  | 188   |
| 8   | George Russell   | 160   |
| 9   | Oscar Piastri    | 89    |
| 10  | Lance Stroll     | 73    |
| 11  | Pierre Gasly     | 62    |
| 12  | Esteban Ocon     | 58    |
| 13  | Alexander Albon  | 27    |
| 13  | Yuki Tsunoda     | 13    |
| 15  | Valtteri Bottas  | 10    |
| 16  | Nico Hülkenberg  | 9     |
| 17  | Daniel Ricciardo | 6     |
| 18  | Zhou Guanyu      | 6     |
| 19  | Kevin Magnussen  | 3     |
| 20  | Liam Lawson      | 2     |
| 21  | Logan Sargeant   | 1     |

### Costruttori
| Pos | Costruttore                  | Punti |
| --- | ---------------------------- | ----- |
| 1   | Red Bull Racing-Honda RBPT   | 822   |
| 2   | Mercedes                     | 392   |
| 3   | Ferrari                      | 388   |
| 4   | McLaren-Mercedes             | 284   |
| 5   | Aston Martin Aramco-Mercedes | 273   |
| 6   | Alpine-Renault               | 120   |
| 7   | Williams-Mercedes            | 28    |
| 8   | AlphaTauri-Honda RBPT        | 21    |
| 9   | Alfa Romeo-Ferrari           | 16    |
| 10  | Haas-Ferrari                 | 12    |